# Дон Диабло
Don Diablo е нидерландски DJ, продуцент и манекен. За музиката му е характерно уникално съчетание от разнообразни стилове – хаус, пънк, брейкбийт и рок. След като започва кариерата си през 2002 г. с партита в английския клуб „Passion“, той започва все по-често да има участия в едни от най-големите световни клубове от ранга на Ministry of Sound, Lowlands, ElectroNation, Dancevalley и др. Успехът му не е само на територията на Англия и Нидерландия – Don Diablo има участия и в Австралия, Япония, Бразилия, Израел и др. Като DJ Don Diablo издава много компилации с ремикси. Малко след излизането си тези албуми привличат вниманието на 3FM – една от най-големите радиостанции в Холандия, които го канят да води шоу всяка съботна вечер. Последната издадена негова компилация е „Sellout Sessions 01“, която съдържа парчета на Moby, Арманд ван Хелдън, HARD-Fi и др, а също и няколко собствени.
Паралелно с работата си като DJ, Don Diablo е и продуцент на музика. Издал е над 60 сингъла за различни лейбъли и в различни жанрове. През 2004 издава и първия си албум с Universal Records – „2Faced“, Първите два сингъла от албума „Useless“ и „Fade Away“, към които има и заснети клипове все имат успехи и в Билборд. Следващият сингъл на Don Diablo е „Blow“. Парчето става голям клубен хит, но и успехите му в класациите са големи – дебютира в Top of The Pops.
Don Diablo прави музика и под псевдонима Divided. Така той издава синглите „Easy Lover“ и „The Music, The People“. И двата моментално превземат радио-класациите и стават често включвани в сетовете на DJ-и като Роби Ривера, Еди Амадор и Лий Кабрера.
През 2005 той е единственият холандки DJ номиниран в категорията „Най-добър електро-пънк артист“ на наградите Release Dance Awards 2005. Същата година печели и приза „Най-секси DJ“. Don Diablo е и един от посланиците и изявен активист в проекта Dance4Life – международна кампания за борба със СПИН. През същата година участва и във фотосесия за списанието „Starstyle Magazine“ заедно с други знаменитости (мъже) от Холандия – акцията е с цел подкрепа на благотворителната организация oneMen. Създава и музиката за наградите TMF Awards 2005 за няколко реклами на Nike.

## Дискография
- Don Diablo pres. Sellout Sessions pt. 1 (2005/2006)
- Don Diablo – 2Faced (2004)
- 'Two days of chaos' (2003)
- 'Impulz', mixed by Don Diablo (2002)
- 'Storming' covermount M8 magazine (2002)
- 'The sound of Don Diablo' (2002)
- Don Diablo pres. „The sound of Fear“ (2001)